# Brezovec, Lendava
Brezovec este o localitate din comuna Lendava, Slovenia, cu o populație de 180 de locuitori.